# Sinfonia n. 26 (Haydn)
La Sinfonia n. 26 in Re minore, Hoboken I/26, è una delle prime sinfonie in stile Sturm und Drang scritte da Joseph Haydn. È comunemente conosciuta con il suffisso Lamentazione.

## Background
Haydn scrisse questa sinfonia per la settimana di Pasqua. H. C. Robbins Landon datò la composizione al 1768 (o probabilmente 1769). In mancanza della firma originale, è impossibile verificare la data di composizione, nonostante questa datazione combaci con quanto risulta nel catalogo Entwurf (il catalogo dei lavori di Haydn). Secondo una prima tradizione si credette che la sinfonia fosse stata scritta per il periodo natalizio, mentre la recente scoperta del manoscritto originale indica che questa fu, invece, composta per la settimana pasquale.
Questo lavoro rappresenta un primo esempio dello stile Sturm und Drang che caratterizzò molti dei lavori sinfonici di Haydn tra il 1774 ed il 1775.

## Lamentazione
Sin dalla sua composizione, questa sinfonia è conosciuta come Lamentazione per il Christus che irrompe nell'apertura del secondo movimento. Come quasi tutte le sinfonie che presentano un soprannome, questo non fu assegnato da Joseph Haydn.
L'autografo originale è andato perduto.

## Struttura
Questa composizione consta di 3 movimenti, terminando con un Minuetto e Trio. Fu concepita per un'orchestra di 2 oboi, 2 fagotti, corni, timpani, clavicembalo ed una sezione di archi contenente violini primi e secondi, viole, violoncelli e contrabbassi.
1. Allegro assai con spirito, 4/4
2. Adagio, 2/4
3. Minuetto - Trio, 3/4